# Ezker Batua-Berdeak
Ezker Batua-Berdeak (EB-B o simplemente EB) —«Izquierda Unida-Verdes» en euskera— fue una organización política de izquierdas del País Vasco (España), referente de Izquierda Unida (IU) desde su fundación en 1986 hasta 2011, momento en el cual se consumó una ruptura entre los partidarios del entonces coordinador general, Mikel Arana, y los del anterior coordinador, Javier Madrazo. Los primeros, apoyados por la dirección federal de IU, constituyeron Ezker Anitza, que en marzo de 2012 pasó a ser de forma oficial su representante en esta comunidad autónoma, mientras que los segundos confluyeron en septiembre de 2014 en Ezkerra Berdeak.

## Definición

### Denominación
Nacida en 1986 como la federación vasca de esta, su denominación inicial fue simplemente Izquierda Unida (IU). Más tarde añadió al nombre oficial su traducción al euskera, Izquierda Unida-Ezker Batua (IU-EB).
Con la formalización de la coalición con la organización ecologista Berdeak-Los Verdes en 1994, sus candidaturas pasaron a denominarse Izquierda Unida/Ezker Batua-Berdeak, denominación que siguió usando tras la ruptura de la coalición con el grupo ecologista en 1999. Este hecho originó la protesta de Berdeak, miembro de la Confederación de Los Verdes y del Partido Verde Europeo, que reclamó a EB-B que dejara de usar la denominación "Berdeak", basándose en los acuerdos de disolución de la coalición previa. Berdeak afirmaba que el uso de esta palabra en la denominación de EB-B confundía al electorado; si bien, a pesar de las reclamaciones de Berdeak, en ninguna ocasión las juntas electorales cuestionaron la denominación, estimando que se trataba de una denominación genérica, como "socialista" o "comunista".
En la VI Asamblea, celebrada en julio de 2004, redefinió su estatus y relación con IU, convirtiéndose en una organización soberana que libremente se federaba con Izquierda Unida. Asimismo, el nombre del partido pasó totalmente al euskera, denominándose desde entonces Ezker Batua-Berdeak (EB-B).
Tras la ruptura interna de 2011, los partidarios de Javier Madrazo mantuvieron en un primer momento la representación de las siglas del partido, apoyándose en Izquierda Abierta que siguió considerando a la formación su referente en Euskadi. En marzo de 2014 la Audiencia Provincial de Vizcaya ordenó a la formación que dejase de usar la denominación Ezker Batua-Berdeak, atribuyendo su propiedad a Izquierda Unida por haberse constituido en primer lugar y ante el riesgo de error o confusión de identidad entre los electores de un partido y otro. Aunque en un principio Ezker Batua-Berdeak anunció que recurriría la decisión ante el Tribunal Supremo, en septiembre de ese mismo año adoptó la decisión de renunciar a este nombre para confluir en un nuevo proyecto político denominado Ezkerra Berdeak.

### Ideología
Ezker Batua-Berdeak establecía como objetivo transformar gradualmente el vigente sistema capitalista económico, social y político en un sistema socialista democrático fundamentado en los principios de justicia, igualdad y solidaridad, y aspiraba a que España adoptase una organización federal y republicana a través de su plan de Federalismo de Libre Adhesión.
Asimismo defendía la intervención del Estado para garantizar determinados derechos de la ciudadanía, entre ellos los derechos a la educación y a la sanidad gratuitas, y el compromiso de las administraciones públicas para con los sectores sociales y países más desfavorecidos. Reivindicaba un modelo de desarrollo respetuoso con el medio ambiente y con los principios de la sostenibilidad. Se manifestaba en contra de la violencia de ETA y exigió su disolución inmediata y sin condiciones. Por otro lado, se mostró a favor del derecho de autodeterminación de los pueblos, así como del fin de la dispersión de los presos de ETA.
Defendió un "sí crítico" a la Propuesta de Nuevo Estatuto Político de Euskadi (conocido como "Plan Ibarretxe"), que aprobó por unanimidad el pleno del Consejo de Gobierno Vasco el 25 de octubre de 2003, y entre sus iniciativas de Gobierno cabe citar la Ley de Parejas de Hecho y la Ley del Suelo, aprobada en el Parlamento Vasco en junio de 2006.

### Coordinadores generales
Ezker Batua-Berdeak tuvo los siguientes coordinadores generales:
- Rafael Simón, elegido en la I asamblea (1986).
- Francisco Doñate, elegido en la II asamblea (1988).
- Enrique González, elegido en la III asamblea (1991).[9]
- Javier Madrazo, elegido en la IV asamblea (diciembre de 1995) y reelegido en las asambleas V (diciembre de 1999), VI (julio de 2004) y VII (mayo de 2008). Dimitió tras los malos resultados del partido en las elecciones al Parlamento Vasco de 2009.
- Mikel Arana, elegido por el Consejo Político de la formación tras la dimisión de Madrazo (marzo de 2009). El sector afín a Madrazo eliminó el cargo de coordinador general en su VIII asamblea, celebrada en octubre de 2011, que fue desautorizada por la dirección federal de Izquierda Unida y en la que no participaron los partidarios del entonces coordinador general, Mikel Arana.

## Historia

### Fundación y primeros años
En 1986 se fundó Izquierda Unida (IU), a partir de una plataforma que exigía la salida de España de la OTAN. En ella participaron diversos partidos políticos como el Partido Comunista de España (PCE), Izquierda Republicana (IR) o el Colectivo de Unidad de los Trabajadores - Bloque Andaluz de Izquierdas (CUT-BAI). En un principio, el Partido Comunista de Euskadi (PCE-EPK) no participó como tal, ya que tuvo que hacer frente a una fractura en su seno entre los partidarios de la dirección federal del PCE, que apoyaban la creación de Izquierda Unida, y los partidarios de Santiago Carrillo, que mantuvieron el control de las siglas del partido y con las que se presentaron a las elecciones generales de 1986.
En Euskadi, la federación de IU se llamaría Izquierda Unida-Ezker Batua, con siglas IU-EB, y con el tiempo pasó a definirse como un movimiento sociopolítico, y a asociarse con otros grupos políticos y organizaciones y colectivos que se definen como militantes de la "izquierda transformadora vasca", al tiempo que algunos de los partidos fundadores, como Izquierda Republicana, se desvincularon del proyecto.
Durante la década de 1980, los resultados de IU-EB fueron testimoniales, aunque se apuntó un avance al final de la década, sobre todo en las generales. IU-EB obtuvo 13.690 votos (1,25%) en las generales de 1986 y 6.750 (0,56%) en las elecciones al Parlamento Vasco de 1986. En ambos procesos tuvo que competir con la lista del PCE-EPK vinculada a Santiago Carrillo, que obtuvo unos resultados comparables (0,94 y 0,50% respectivamente). De hecho, los resultados en las generales de 1986, sumando los resultados de IU-EB y el PCE-EPK, fueron muy similares a los del PCE-EPK en las generales de 1982 (20.954 votos, 1,75%).

### Crecimiento en la década de 1990
En 1989 fue elegido Julio Anguita como coordinador general de Izquierda Unida y, como en todo el estado, la década de 1990 fue la más exitosa desde el punto de vista electoral. En las generales de 1989 IU-EB, que ya contaba con el PCE-EPK tras la salida del sector afín a Santiago Carrillo, experimentó un cierto crecimiento, al obtener 33.323 votos (3,01%).
Posteriormente se celebraron encuentros entre los dirigentes de Izquierda Unida y Euskadiko Ezkerra para intentar alcanzar un acuerdo entre ambas formaciones. Las conversaciones no fructificaron y en las autonómicas de 1990 IU-EB obtuvo 14.440 votos (1,41%), un resultado también superior al de las anteriores autonómicas. En ninguna de estas citas electorales obtuvo representación.

#### Coordinación de Enrique González
En 1991, durante la III Asamblea, fue elegido coordinador general de IU-EB Enrique González, secretario general del Partido Comunista de Euskadi (PCE-EPK) desde 1986.
En las elecciones generales de 1993, IU-EB obtuvo 75.572 votos (6,31%), aunque sin conseguir diputados. En 1994 el partido ecologista Berdeak se une a la coalición, formándose la candidatura Izquierda Unida-Ezker Batua-Berdeak (IU-EBB) para las elecciones autonómicas de ese año, en las que obtiene el mejor resultado electoral de su historia, entrando por primera vez en el Parlamento Vasco con 93.291 votos (9,15%); lo que se tradujo en seis diputados autónómicos, dos por territorio, y la formación de grupo parlamentario propio, cuyo portavoz era Javier Madrazo, candidato a lehendakari por la coalición.
El periodista Luis Rodríguez Aizpeolea, analista de El País, interpretó que la formación recogía votos de antiguos votantes de Euskadiko Ezkerra, fusionado entonces con el PSE-PSOE, de socialistas desencantados con su partido debido a los escándalos de corrupción e incluso votantes de la izquierda abertzale opuestos a la violencia de ETA.
En 1995, la constitución de listas en San Sebastián para las elecciones municipales y forales de mayo de ese año provocó una escisión en Guipúzcoa y se creó el partido Herri Hats.

### Coordinación de Javier Madrazo

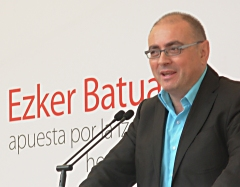
Javier Madrazo durante un mitin en San Sebastián en mayo de 2007. Javier Madrazo fue coordinador general de EB-B durante casi catorce años (1995-2009) y, después, su primer y último presidente.

En diciembre de 1995 la IV Asamblea de IU-EB eligió coordinador general a Javier Madrazo, portavoz de la formación en el Parlamento Vasco, derrotando al hasta entonces coordinador general, Enrique González, al que dobló en apoyos.
En las elecciones generales de 1996, Izquierda Unida obtuvo, por primera y única vez, un diputado por Vizcaya en el Congreso, siendo elegido José Navas, gracias a los 116.133 votos (9,21%) obtenidos por IU-EB en toda la comunidad autónoma del País Vasco.

#### Pacto de Estella y caída electoral
El 12 de septiembre de 1998, IU-EB firmó el Pacto de Estella junto con los principales partidos nacionalistas vascos, diversos sindicatos y otras organizaciones de ámbito vasco. En dicho acuerdo se partía de examinar el proceso de paz en Irlanda del Norte para implementar un «proceso de diálogo y negociación» que lograra el cese del terrorismo de ETA.
A raíz de la asunción de este acuerdo, la corriente interna Ekaitza, surgida en 1993, liderada por Oskar Matute y que proponía un giro hacia el soberanismo vasco, se transformó en Batzen, quedando ligada al liderazgo de Madrazo.
En las elecciones autonómicas, celebradas un mes más tarde, IU-EB perdió más de veinte mil votos y cuatro de los seis escaños, al conseguir 71.064 votos (5,68%) y un representante por Álava y otro por Vizcaya. La corriente Izquierda Vasca Federal reclamó entonces la dimisión de Javier Madrazo a quien consideraban responsable de la situación. El PCE-EPK no consideraba que el descalabro se debiese a la firma del Pacto de Estella, sino al pacto firmado con el PNV y el PSE-EE a comienzos de año.
Javier Madrazo ofreció su dimisión como coordinador general de la formación; pero esta no fue aceptada por la dirección, que atribuyó el fracaso a la polarización del voto en las elecciones de 1998. Aunque Madrazo admitió que la firma del Pacto de Estella pudo haber restado apoyo a la formación, también afirmó que dicha apuesta seguía siendo válida. En mayo de 1999 el partido ecologista Berdeak abandonó la coalición. En la V Asamblea de IU-EB, celebrada en diciembre de 1999, Madrazo resultó reelegido de nuevo coordinador general frente a la candidatura de Amaia Martínez, respaldada por la dirección del PCE-EPK, por un margen de 55% frente a 43%.
IU-EB abandonó el Pacto de Estella el 27 de enero de 2000, tras el asesinato del teniente coronel Pedro Antonio Blanco y ante la renuencia de algunos firmantes del pacto a rechazar explícitamente el asesinato.
Las elecciones generales del año 2000 constataron la pérdida de apoyo electoral (62.293 votos, 5,45%), que impidieron a IU-EB revalidar su acta de diputado en el Congreso.

#### Entrada en el Gobierno Vasco
En las elecciones al Parlamento Vasco de 2001 obtuvo 78.862 votos (5,53%), que se tradujeron en tres diputados, uno por territorio. El año anterior, el Parlamento Vasco había modificado la ley electoral para disminuir el umbral para obtener representación en cada territorio, del 5% al 3%; lo que fue interpretado como una forma de favorecer a IU-EB, por parte del gobierno de Ibarretxe; sin embargo, en las elecciones la formación pasó del 5% en todos los territorios, por lo que hubiese obtenido los mismos resultados con la ley anterior. Paradójicamente, aun con peores resultados, su influencia aumentó debido a que entró a formar parte del Gobierno Vasco junto con Partido Nacionalista Vasco y Eusko Alkartasuna, bajo la presidencia del lehendakari Juan José Ibarretxe.
Las elecciones generales de marzo de 2004 consolidaron la recuperación de IU-EB (102.342 votos, 8,2%), aunque sin permitirle recuperar el escaño de que dispusieron entre 1996 y 2000.
En julio de 2004 se llevó a cabo la VI Asamblea de la formación en la que volvería a ser elegido Javier Madrazo como coordinador general. En ella el Consejo Político aprobó un cambio de estatutos (con 208 votos a favor y 107 en contra, minoría en la que se encontraba el PCE-EPK). Con los nuevos estatutos, la organización pasaba a ser soberana y tendría que volver a federarse con Izquierda Unida mediante un protocolo que debían suscribir los coordinadores de ambas formaciones. Se suprimía también la denominación de "Izquierda Unida", por lo que la organización pasaba a llamarse Ezker Batua-Berdeak. En la asamblea también se apostaba por la coalición tripartita en el Gobierno Vasco junto a PNV y EA.
En las elecciones al Parlamento Vasco de 2005 conservó un diputado por territorio histórico (Oskar Matute, Antton Karrera y Kontxi Bilbao), aunque la formación siguió perdiendo votos (64.938, 5,40%). Con la oposición de PCE-EPK y otros sectores críticos anteriormente vinculados a Madrazo, la reentrada de EB-B en el gobierno fue ratificada internamente en 2005 en un referéndum entre los afiliados.
Para las elecciones locales y forales de 2007, Ezker Batua-Berdeak formalizó una coalición electoral con Aralar, formando listas conjuntas en municipios de más de 2000 habitantes (en algunos de los cuales la coalición también incluyó a Zutik) y en las candidaturas a juntas generales. Tras los comicios, ambas formaciones decidieron no formar grupos conjuntos en juntas generales, aunque sí en diversos ayuntamientos como San Sebastián, Zarauz, Oñate o Cizúrquil. En este último municipio Aralar rompió el acuerdo casi un año después de las elecciones por la decisión del concejal de EB-B de apoyar el cambio de nombre en dos calles dedicadas a sendos miembros de ETA.
En las elecciones generales de 2008 EB-B exploró la revalidación de la coalición con Aralar, aunque en esta ocasión sin éxito, y sufrió una sustancial merma de votos, perdiendo más de la mitad de los sufragios respecto a los de anteriores generales (50.123 votos, 4,49%).

#### Acción de gobierno
Ezker Batua-Berdeak se hizo cargo de la Consejería de Vivienda y Asuntos Sociales del Gobierno Vasco tras los comicios autonómicos de 2001 y la conformación del gobierno tripartito con el PNV y EA. Entre otras iniciativas, el departamento encabezado por Javier Madrazo instauró los sorteos ante notario para las adjudicaciones de vivienda protegida, ya que antes eran los propios promotores quienes las adjudicaban personalmente. Además, se estableció que las VPO mantuvieran indefinidamente su calificación de vivienda protegida.[cita requerida]
El 30 de junio de 2006 el Parlamento aprobó la primera Ley del Suelo en el País Vasco de la democracia, que obliga a hacer reservas de vivienda protegida en un 75% para el suelo urbanizable. El gobierno central había dado luz verde el 26 de mayo a un anteproyecto de ley del suelo que exigía reservas del 25%. La ley vasca contó con el voto de los grupos parlamentarios de PSE-EE, Aralar, EA y PNV además de la propia EB-B. En la anterior legislatura EB-B ya había presentado un proyecto de ley similar que en aquella ocasión no contó con un apoyo parlamentario suficiente.
La última propuesta de la Consejería de Vivienda para instaurar una tasa de nueve euros diarios a cada vivienda vacía para promover el alquiler generó un amplio debate social. Tanto el PP, a través de algunas voces como la de Alfonso Alonso, como el PNV, en boca de Josu Jon Imaz y otros nombres de su mismo sector como José Luis Bilbao, criticaron duramente la propuesta, mientras que la Plataforma por una Vivienda Digna y el EGK (Euskadiko Gazteriaren Kontseilua, el Consejo de la Juventud de Euskadi) la consideraron aceptable.

#### Las "mociones éticas"
En abril de 2008 la polémica salpicó a EB-B al abstenerse sus dos concejales (junto con los de PP y EA), en contra de las directrices de la formación, en una moción de censura impulsada por el PSE-EE y el PNV que, con el argumento de ser una "moción ética", pedía la dimisión de la alcaldesa de Mondragón, de Acción Nacionalista Vasca (ANV), partido que se negó a condenar el asesinato a manos de ETA del exconcejal del lugar Isaías Carrasco. La asamblea local de EB-B argumentó su abstención en la carencia de un programa por parte de los promotores de la moción y la, a su juicio, negativa experiencia tras la moción de censura que desalojó a Herri Batasuna de la alcaldía tras el asesinato de Miguel Ángel Blanco. Similar resultado tuvo una moción similar en Hernani, donde se volvió a repetir la misma postura de la única concejala de EB-B, esta vez en solitario. Cinco días más tarde, el 30 de abril, el edil de EB-B en la localidad guipuzcoana de Escoriaza votó a favor de la "moción ética", la cual no salió adelante al registrarse un empate y decidir el resultado el voto de calidad del alcalde. Votaron a favor de la moción los dos ediles del PNV, el del PSE-EE y el de EB-B; en contra, los cuatro representantes de ANV; la edil del grupo independiente AEAE se abstuvo; y de los dos ediles de EA, uno no tomó posesión de su cargo a comienzos de legislatura y el otro no asistió al pleno.
A raíz de lo ocurrido en Mondragón, el coordinador general de Izquierda Unida, Gaspar Llamazares, pidió la expulsión de los concejales. EB-B respondió que los estatutos de la formación daban a las asambleas locales el poder de decisión sobre asuntos municipales, y que la decisión de abstenerse de los concejales estaba respaldada por la asamblea local. No obstante, EB-B anunció que propondría un cambio en los estatutos en la VII Asamblea de la formación para que asuntos de esa trascendencia no fueran competencia exclusiva de las asambleas locales, enmienda que fue aprobada el día 1 de junio.
Estos hechos le valieron al partido de críticas de medios de comunicación conservadores, y del PSE-EE, tanto dirigidas a Ezker Batua como a la dirección federal de Izquierda Unida. Ante dichas críticas, Javier Madrazo pidió públicamente que no se les criminalizara pidiendo "un poco de comprensión con algunos concejales que desarrollan su actividad en situaciones difíciles". Asimismo, acusó al PSOE de actuar por "electoralismo", argumentando que el Gobierno José Luis Rodríguez Zapatero siguió negociando con ETA tras el atentado en la terminal T4 de Barajas en el que murieron dos personas, y que nadie exigió a ANV que condenara la violencia para poder presentarse a las elecciones.

#### Reelección de Javier Madrazo y nuevo descenso electoral
En la VII Asamblea de Ezker Batua-Berdeak, celebrada en mayo de 2008, el entonces parlamentario Oskar Matute encabezó la única candidatura alternativa a Javier Madrazo para la dirección del partido. Dicha candidatura fue apoyada por las corrientes internas Batzen, liderada por el propio Matute y de tendencia soberanista, y Encuentro Plural Alternativo (EPA), liderada por Ángel Bao y de corte federalista y autonomista. Ambos grupos coincidían en su apuesta por abandonar el pacto tripartito del Gobierno Vasco con el PNV y EA por considerar que limitaba su proyección de izquierda, así como en su descontento con el gobierno interno de la coalición. Sin embargo, un acuerdo a última hora del Partido Comunista de Euskadi (EPK-PCE), que hasta entonces también se había mostrado discrepante con la gestión del coordinador general, permitió a Javier Madrazo seguir al frente de la organización. En noviembre de ese año, unos treinta militantes del colectivo EPA anunciaron que abandonaban el partido.
En las elecciones al Parlamento Vasco de 2009 EB-B perdió casi la mitad de los votos obtenidos en las anteriores elecciones autonómicas, quedándose en apenas 36.134 (3,51%), y dos de sus tres escaños, conservando solo uno por Guipúzcoa. Javier Madrazo anunció su dimisión como coordinador general tres días más tarde, junto al secretario de Organización, Serafín Llamas. El 13 de marzo de ese año saldría elegido coordinador general el único diputado de la formación Mikel Arana, con el apoyo del sector de Javier Madrazo y del PCE-EPK. El 24 de abril de ese mismo año, el Consejo Político de EB-B crearía el cargo de Presidencia que ocuparía Javier Madrazo.

### Coordinación de Mikel Arana

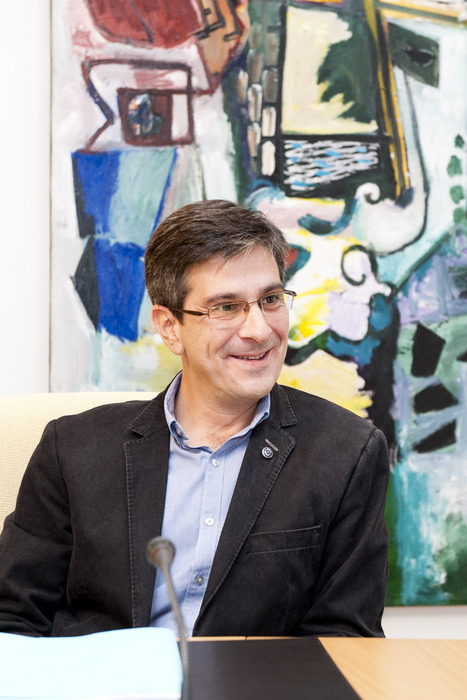
Mikel Arana reunido con el lehendakari Patxi López, el 27 de octubre de 2011.

#### Escisión de Alternatiba
Apenas unos días después de la elección de Mikel Arana como coordinador general, el sector crítico encabezado por Oskar Matute, molesto con que no hubiera cambios de mayor calado tras el fracaso electoral, abandonó el partido para formar Alternatiba Eraikitzen ("Construyendo la Alternativa"), que definieron como "soberanista", "netamente de izquierdas" y "anticapitalista". Afirmaron contar con 200 militantes, alrededor del 15% de los militantes de Ezker Batua. Los críticos se llevaron consigo los cargos institucionales que ostentaban. Así, EB-B perdió tres junteros, uno en Vizcaya y dos en Guipúzcoa, con lo que solo pudo conservar su grupo parlamentario en Vizcaya, ya que en Guipúzcoa los dos procuradores restantes de EB-B tuvieron que pasar también al grupo mixto. Constituido ya como partido político, más adelante Alternatiba pasaría a ser uno de los integrantes de las coaliciones electorales Bildu y Amaiur, precedentes inmediatos de Euskal Herria Bildu.
Las elecciones europeas de 2009 supusieron un nuevo retroceso para Ezker Batua, que tan solo consiguió 13.229 votos (1,82% de los emitidos en el País Vasco), lo que fue el tercer peor resultado de La Izquierda en toda España por comunidades autónomas.

#### Refundación de la Izquierda
Después de que Izquierda Unida hubiese iniciado su proyecto de Refundación de la Izquierda, que buscaba una refundación de toda la izquierda en una "fuerza política más fuerte, anticapitalista, transformadora y republicana", el 14 de febrero de 2010, el coordinador general de Ezker Batua-Berdeak, Mikel Arana, anunció que EB-B se sumaría a dicha reflexión y reorganización, apostando por "refundar lazos" con la organización federal, desmarcándose así del distanciamiento que impulsó el anterior coordinador general. Mikel Arana hizo también autocrítica sobre los malos resultados electorales que reportó a EB-B la participación en el Gobierno vasco, considerando que la organización se había identificado de forma excesiva con los postulados del PNV, y apostando ahora por pactos puntuales basados en "programas netamente de izquierdas".
Esta nueva política de refundación aprobada no gustó a los partidarios del presidente Javier Madrazo, ya que incluía la cesión de los censos y las cuotas de los afiliados de Ezker Batua-Berdeak a Izquierda Unida federal, lo que consideraban contrario al carácter soberano de EB-B. Se habían conformado dos sectores enfrentados dentro de Ezker Batua, encabezados respectivamente por Madrazo y el coordinador general Mikel Arana. Dos grupos sin grandes diferencias en lo ideológico aunque sí en lo organizativo: los "madracistas" representarían a una Ezker Batua soberana federada con Izquierda Unida, pero independiente, y los "aranistas", donde se agrupaban los miembros del Partido Comunista de Euskadi y de Encuentro Plural Alternativo, conformarían el sector partidario de una relación más estrecha con Izquierda Unida.

### Ruptura interna en Ezker Batua

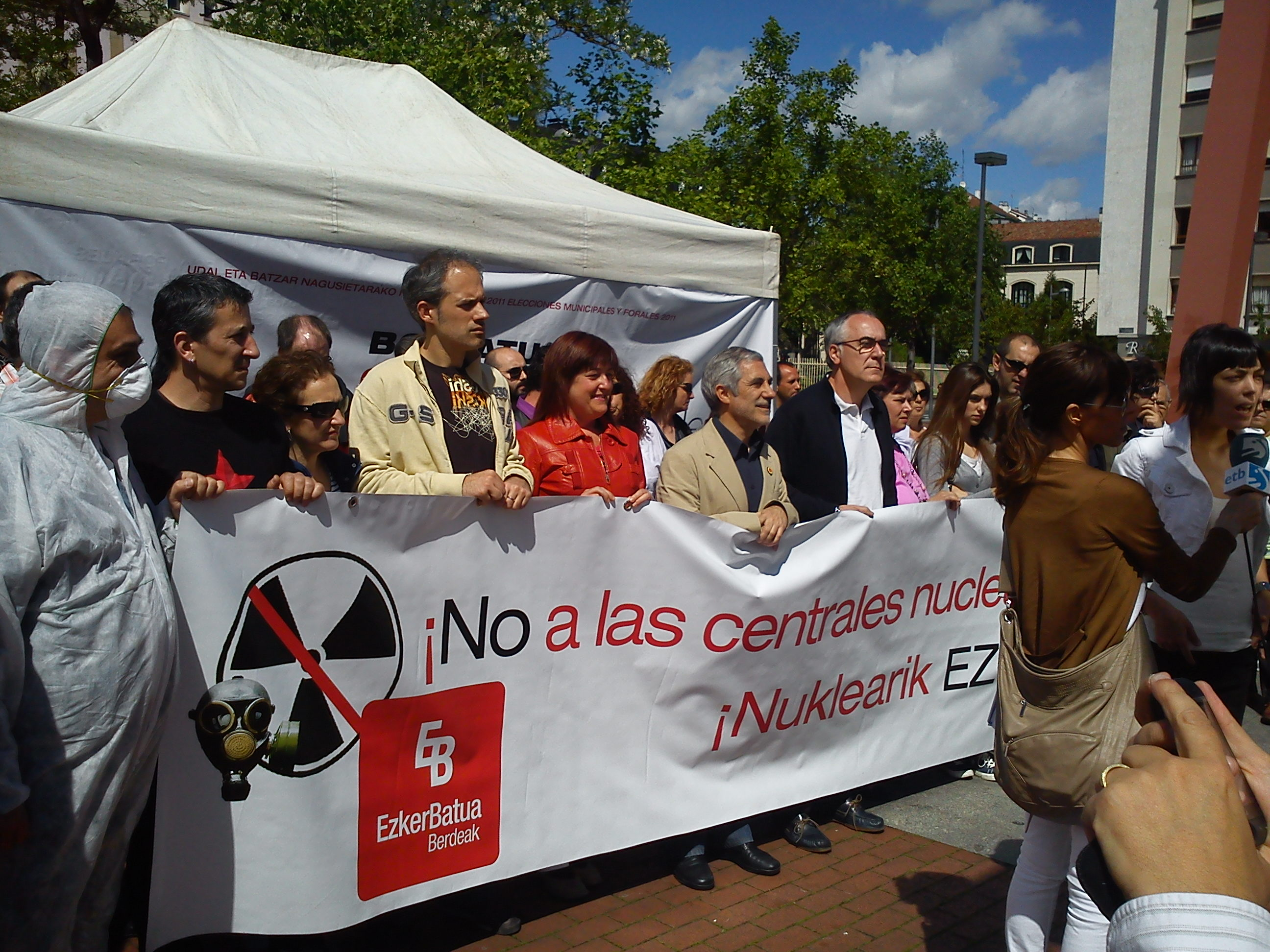
Acto de Ezker Batua contra las centrales nucleares (8 de mayo de 2011, Vitoria), durante la campaña electoral de las municipales y forales de 2011. En el centro, Gaspar Llamazares. A su izquierda, José Navas, candidato a la alcaldía de Vitoria. A su derecha, Nerea Gálvez, candidata a Diputada General de Álava.

El 28 de mayo de 2010, dos días antes de la celebración de un Consejo Político que trataría la cesión de los censos, se hicieron efectivas nueve expulsiones que, según los partidarios de Madrazo, les darían ahora la mayoría en el Consejo, el cual tuvo que ser suspendido finalmente debido a los enfrentamientos entre los dos sectores. El sector "madracista" justificó estas expulsiones basándose en un documento aprobado en 2008 que permitía la expulsión por "pérdida de confianza", un documento que el sector "aranista" declaró nulo en el mismo Consejo Político. Javier Madrazo anunció la dimisión de su cargo de presidente del partido dos días después. El 7 de junio se celebró una reunión a la que los partidarios de Mikel Arana exigían volver a la situación anterior a la que había provocado la crisis, revocando la decisión de expulsar del Consejo Político a los nueve representantes "madracistas" que habían dejado de seguir la línea política de Madrazo. Un regreso al principio que tendría como consecuencia directa la pérdida de la mayoría y del control del partido por parte de los partidarios del antiguo coordinador.
Los malos resultados obtenidos en las elecciones forales y municipales de 2011, donde solo obtuvieron trece concejales en toda la comunidad autónoma y dos junteras en Álava, supusieron una debacle tanto política como económica que agudizó aún más la crisis interna del partido. En este contexto se produjeron las controvertidas negociaciones de Ezker Batua con el Partido Nacionalista Vasco en las Juntas Generales de Álava para apoyar al candidato nacionalista Xabier Agirre. Finalmente no se llegó a un acuerdo y las dos junteras, pertenecientes al sector "madracista", votaron a su propio candidato, lo que permitió la elección del candidato del Partido Popular, Javier de Andrés, que también contaba con el apoyo del PSE. En la sesión de investidura, el candidato del PNV afirmó que Ezker Batua había exigido contrapartidas económicas y de colocación de diversos militantes para darle su apoyo. A consecuencia de estos hechos, el 11 de julio Javier Madrazo anunció su baja como militante y Serafín Llamas dejó sus cargos cautelarmente. El 19 de julio la presidencia de Ezker Batua, encabezada por su coordinador Mikel Arana y con la ausencia de los partidarios de Madrazo, acordó aceptar las dimisiones de Javier Madrazo y Serafín Llamas, así como solicitar la dimisión de las junteras implicadas; decisión a la que los seguidores de Javier Madrazo restaron legitimidad asegurando que se trataba de una "caza de brujas".
Cada uno de los sectores enfrentados anunció la convocatoria de una asamblea de la organización, los "madracistas" en octubre y los "aranistas" en noviembre, confirmando la escisión. La del sector "aranista" fue suspendida por el juzgado de primera instancia número 13 de Bilbao, avalando lo dispuesto por la Comisión de Garantías de Ezker Batua, que había declarado nula la convocatoria. La del sector "madracista" tenía el apoyo de Gaspar Llamazares, diputado de IU en el Congreso de los Diputados, pero fue desautorizada por la dirección federal de IU, que pidió también a su diputado que no asistiese, salvo que lo hiciera "a título personal". La ejecutiva federal también consideró que el sector partidario de Madrazo estaba haciendo un uso ilegítimo de las siglas EB-B.

#### Ruptura del sector madracista con Izquierda Unida
La asamblea del sector "madracista" se celebró el 1 de octubre de 2011, con la presencia de Llamazares. En esta, se decidió eliminar la figura del coordinador general, por lo que Mikel Arana dejaría de serlo. Además, se aprobó la refundación de EB-B como organización soberana e independiente, lo que podría incluir un cambio de nombre. En tal sentido, se eliminó de los estatutos cualquier mención a Izquierda Unida, quedando EB-B definida de la siguiente forma:

EZKER BATUA-BERDEAK tendrá la capacidad y soberanía para buscar las alianzas y referentes políticos y electorales que decida en cada momento, en función del escenario político y las posibilidades de intentar cambiar el sistema capitalista en vigor y todas aquellas cuestiones programáticas que defendemos.

También se pidió a Izquierda Unida la eliminación de sus estatutos de cualquier referencia a Ezker Batua-Berdeak como "Federación de IU". El colectivo Erabaki, integrado por miembros del POR y que hasta entonces estaba alineado con el sector "madracista", decidió abandonar el partido y pedir el voto para Amaiur.
El 7 de octubre, una nueva resolución judicial otorgó la representación del partido a los partidarios de Madrazo en las siguientes elecciones generales, a lo que siguió una resolución de la Junta Electoral Central, rechazando una impugnación efectuada por Izquierda Unida contra la designación del representante de Ezker Batua-Berdeak ante la administración electoral. Ante el conflicto desatado y la imposibilidad de presentarse con las siglas de EB-B, el sector partidario de Mikel Arana anunció que concurrirían a las elecciones generales de noviembre en representación de Izquierda Unida con la denominación "Izquierda Unida-Los Verdes: La Izquierda Plural / Ezker Anitza (IU-LV)", siguiendo la denominación utilizada, con variaciones, en toda España.

#### Creación de Ezker Anitza
En un principio, el sector partidario de Madrazo tenía la intención de concurrir a las elecciones. Para ello, llegaron a proponer un acuerdo con el sector "aranista" para elaborar una lista conjunta, pero Izquierda Unida se negó y finalmente decidieron no presentar listas propias.
El 22 de octubre de 2011, Mikel Arana presentó la coalición Ezker Anitza en una rueda de prensa en Bilbao, junto a Alex Corrons, responsable de Los Verdes-Grupo Verde en el País Vasco. Al igual que Ezker Batua-Berdeak en las anteriores generales, Ezker Anitza no obtuvo representación, con 43.522 votos (3,68%) en el total de la comunidad autónoma. Salvo Melilla, donde Izquierda Unida no se presentó, las circunscripciones vascas fueron las únicas donde Izquierda Unida no mejoró sus resultados con respecto a los de 2008.
El 21 de enero de 2012, Izquierda Abierta, el nuevo partido político promovido por Gaspar Llamazares en el seno de Izquierda Unida, se presentó en Bilbao. Al acto, al que asistieron personalidades relevantes de EB-B, como Javier Madrazo, Kontxi Bilbao o José Navas, también acudió Montse Muñoz, la secretaria de Política Institucional de IU, la cual declaró que según los estatutos federales de Izquierda Unida el "referente" de la coalición en el País Vasco aún era Ezker Batua-Berdeak. Ante dichas declaraciones, la presidencia federal de Izquierda Unida aprobó una resolución en la que reconocía a Izquierda Unida Los Verdes-Ezker Anitza como "único referente" de la coalición en el País Vasco, anunciando acciones para impedir el uso de la denominación Ezker Batua Berdeak a cualquier organización que no fuese su referente. También anunció que tras la firma del protocolo entre IU y Ezker Anitza, aquella adaptaría sus estatutos para reconocer la nueva situación.
El 28 de enero se celebró la asamblea general constituyente de Ezker Anitza en el campus de Lejona de la UPV y el parlamentario Mikel Arana fue nombrado coordinador general de esta nueva formación. El 30 de enero, Arana pasó a ser diputado de Ezker Anitza, quedando Ezker Batua-Berdeak sin representación en el Parlamento Vasco, al tiempo que seis ediles se pasaron a Ezker Anitza, reduciendo la representación institucional de Ezker Batua-Berdeak a dos procuradoras en las Juntas Generales de Álava y cuatro concejales.
La ruptura definitiva con Ezker Batua-Berdeak se ratificó en el Consejo Político Federal de Izquierda Unida del 31 de marzo, donde se aprobó el protocolo por el cual Ezker Anitza pasaba a ser oficialmente el representante de Izquierda Unida en la comunidad autónoma del País Vasco, aprobando la modificación de los estatutos para reflejar este punto.

#### Posición de Izquierda Abierta en el conflicto
Tras el análisis de los resultados electorales, Ezker Batua-Berdeak aprobó en su Consejo Político del 15 de diciembre de 2011 la puesta en marcha de un proceso para crear "una formación política de izquierdas con capacidad de atracción de nuevas voces y sensibilidades, que hoy no están representadas por la izquierda abertzale", con el objetivo de impulsar la construcción de un "frente amplio de izquierda vasca" y "acercar las instituciones a la voluntad de la ciudadanía". Esta nueva formación dentro de Ezker Batua se presentó públicamente el 14 de enero de 2012 con el nombre de Ezkerra-Izquierda.
Con objetivos similares, Izquierda Abierta celebró su Asamblea Constituyente el 22 de septiembre de 2012 en el Ateneo de Madrid, donde reafirmó su carácter federalista, laicista, republicanista, con aceptación de todos los espectros de la izquierda en un marco de diálogo y con la pretensión de tender lazos con otros sectores y fuerzas políticas dentro y fuera de Izquierda Unida para construir un "frente amplio" de izquierdas y convertirse en la "representación política" de la "indignación". En este sentido, recibió la adhesión de Red Verde, Convergencia por Extremadura, X Tenerife y Ezker Batua-Berdeak. Igualmente, Javier Madrazo e Isabel López de Aulestia fueron elegidos miembros del Consejo Político de Izquierda Abierta en representación de Ezker Batua-Berdeak. En dicha asamblea también se ratificó que Izquierda Abierta se constituyera como el referente federal de Ezker Batua-Berdeak, el cual, a su vez, representaría a Izquierda Abierta en el País Vasco.

#### Creación de Ezkerra Berdeak
El 19 de septiembre de 2014, José Navas anunció que el partido dejaba de existir, dando paso a un proceso de refundación y convergencia con otras formaciones políticas, como la Plataforma Ciudadana y el colectivo republicano ARCS, con la creación de la nueva organización Ezkerra Berdeak que actuaría como referente vasco del colectivo denominado La Izquierda, constituido en el ámbito estatal por 17 organizaciones. Asimismo aseguró que su objetivo sería impulsar candidaturas ciudadanas con las que concurrir a los comicios municipales y dejó abierta la posibilidad de confluir con Podemos.

## Evolución electoral

### Elecciones al Parlamento Vasco
| Comicios | Candidato              | # de votos  | % de votos | Procuradores | +/-         | Estado                                 |
| -------- | ---------------------- | ----------- | ---------- | ------------ | ----------- | -------------------------------------- |
| 1986     |                        | 6.750 (#8)  | 0,59 %     | 0/75         |             | Extraparlamentario                     |
| 1990     |                        | 14.440 (#7) | 1,42 %     | 0/75         |             | Extraparlamentario                     |
| 1994     | Javier Madrazo         | 93.291 (#6) | 9,15 %     | 6/75         | 6           | Oposición                              |
| 1998     | Javier Madrazo         | 71.064 (#6) | 5,68 %     | 2/75         | 4           | Oposición                              |
| 2001     | Javier Madrazo         | 78.862 (#5) | 5,58 %     | 3/75         | 1           | Oposición (2001)                       |
| 2001     | Javier Madrazo         | 78.862 (#5) | 5,58 %     | 3/75         | 1           | Coalición con EAJ-PNV y EA (2001-2005) |
| 2005     | Javier Madrazo         | 65.023 (#5) | 5,37 %     | 3/75         | Sin cambios | Coalición con EAJ-PNV y EA             |
| 2009     | Javier Madrazo         | 36.373 (#6) | 3,47 %     | 1/75         | 2           | Oposición                              |
| 2012     | Raquel Modubar Álvarez | 17.345 (#7) | 1,54 %     | 0/75         | 1           | Extraparlamentario                     |

### Elecciones generales
| Comicios | # de votos   | % de votos | Diputados | +/- |
| -------- | ------------ | ---------- | --------- | --- |
| 1986     | 13.690 (#7)  | 1,25%      | 0/21      |     |
| 1989     | 33.323 (#8)  | 3,01%      | 0/21      |     |
| 1993     | 75.572 (#6)  | 6,31%      | 0/19      |     |
| 1996     | 116.133 (#5) | 9,21%      | 1/19      | 1   |
| 2000     | 62.293 (#5)  | 5,45%      | 0/19      | 1   |
| 2004     | 102.342 (#4) | 8,20%      | 0/19      |     |
| 2008     | 50.403 (#4)  | 4,46%      | 0/18      |     |
| 2011     | 43.717 (#5)  | 3,69%      | 0/18      |     |

### Elecciones municipales y forales
| Elecciones municipales en el País Vasco |        |      |            |
| Año                                     | Votos  | %    | Concejales |
| 1987                                    | 8.538  | 0,79 | 1          |
| 1991                                    | 17.250 | 1,73 | 6          |
| 1995                                    | 81.810 | 7,34 | 72         |
| 1999                                    | 50.905 | 4,38 | 26         |
| 2003                                    | 90.134 | 7,94 | 79         |
| 2007                                    | 79.873 | 7,76 | 108        |
| 2011                                    | 34.591 | 3,19 | 13         |

| Elecciones forales a las Juntas Generales |        |      |          |
| Año                                       | Votos  | %    | Junteros |
| 1987                                      | 8.786  | 0,82 | 0        |
| 1991                                      | 17.864 | 1,82 | 0        |
| 1995                                      | 90.434 | 8,28 | 9        |
| 1999                                      | 53.525 | 4,69 | 3        |
| 2003                                      | 91.266 | 8,19 | 9        |
| 2007                                      | 88.112 | 9,58 | 12       |
| 2011                                      | 35.746 | 3,39 | 2        |

Observando los resultados, es perceptible una tendencia a la baja del porcentaje de voto desde 1996, después de su auge inicial. Estos datos tardaron en tener relevancia en la distribución de escaños, sin embargo la gráfica descendente que reflejan los resultados pone de manifiesto un progresivo deterioro del espacio electoral de Ezker Batua-Berdeak.
Las elecciones generales de 2008 supusieron una sustancial pérdida de votos, perdiendo más de la mitad de los sufragios obtenidos en las anteriores elecciones generales y alejando la posibilidad de recuperar el diputado que ya obtuvo en las elecciones de 1996. En total obtuvo 50.403 votos (4,46%), lejos de los 102.342 (8,20%) de 2004. No obstante, se mantuvo como cuarta fuerza política del País Vasco, aunque bajando al sexto puesto en Guipúzcoa.
La debacle se acentuó en las elecciones al Parlamento Vasco de 2009, al conseguir apenas 36.134 votos (3,51%), casi la mitad de los obtenidos en las anteriores elecciones autonómicas, y quedando en sexto lugar en el conjunto del País Vasco, bajando incluso al séptimo en Álava. Fruto del descalabro, la formación perdió dos de sus tres escaños y, tras la ruptura interna en la organización, su único representante en el Parlamento Vasco pasó a serlo de Ezker Anitza, el nuevo referente de Izquierda Unida en Euskadi. Este escaño no sería revalidado por ninguna de las dos formaciones en la siguiente cita electoral.